# Adriana Lastra Fernández
Adriana Lastra Fernández (Ribadesella, 30 de març de 1979) és una política asturiana.

## Biografia
Nascuda a Ribadesella, va estudiar Antropologia Social, però no va acabar la carrera ni ha exercit cap activitat laboral en aquest àmbit. Es va afiliar a les Joventuts Socialistes de Ribadesella el 1998, i va ser-ne secretària general entre 1999 i 2004, quan passa a ser secretària de Moviments Socials i ONG. Entre 2008 i 2012 va ser secretària de Política Municipal de la FSA-PSOE. En les eleccions autonòmiques de 2007 va ser escollida diputada en la Junta General del Principat d'Astúries per la circumscripció oriental. Va exercir com a portaveu del Grup Socialista en la comissió de Presidència, Justícia i Igualtat. Va ser reelegida en les eleccions autonòmiques de 2011 i en les eleccions anticipades de 2012.
Des del 27 de juliol de 2014 fins a octubre de 2016 va ser secretària de Política Municipal del PSOE.
En les eleccions generals de 2015, va encapçalar la llista al Congrés dels Diputats pel PSOE al Principat d'Astúries, i va ser elegida diputada. En les eleccions generals de 2016, va encapçalar de nou la llista al Congrés dels Diputats pel PSOE al Principat d'Astúries i va ser reelegida diputada.
L'octubre de 2016 Adriana Lastra cessa com a secretària de Política Municipal, juntament amb la resta de seguidors de Pedro Sánchez que encara romanien en la direcció del partit, després del fracàs de la proposta de Sánchez de celebrar un Congrés Extraordinari amb caràcter urgent. Des de la seva sortida de la direcció, es va situar en una postura bel·ligerant i crítica amb la Comissió Gestora nomenada pel Comitè Federal, que dirigia el president asturià Javier Fernández. Va acatar amb matisos la decisió presa pel Comitè Federal, màxim òrgan del PSOE entre Congressos.
Pedro Sánchez, novament secretari general del partit, tria el juny Adriana Lastra com a número dos del PSOE i vicesecretària general. El juliol de 2022 va dimitir del càrrec de vicesecretària general, per motius personals.